# Ustilago bullata
Ustilago bullata är en svampart som beskrevs av Berk. 1855. Ustilago bullata ingår i släktet Ustilago och familjen Ustilaginaceae.   Inga underarter finns listade i Catalogue of Life.